# Edificio Siboney

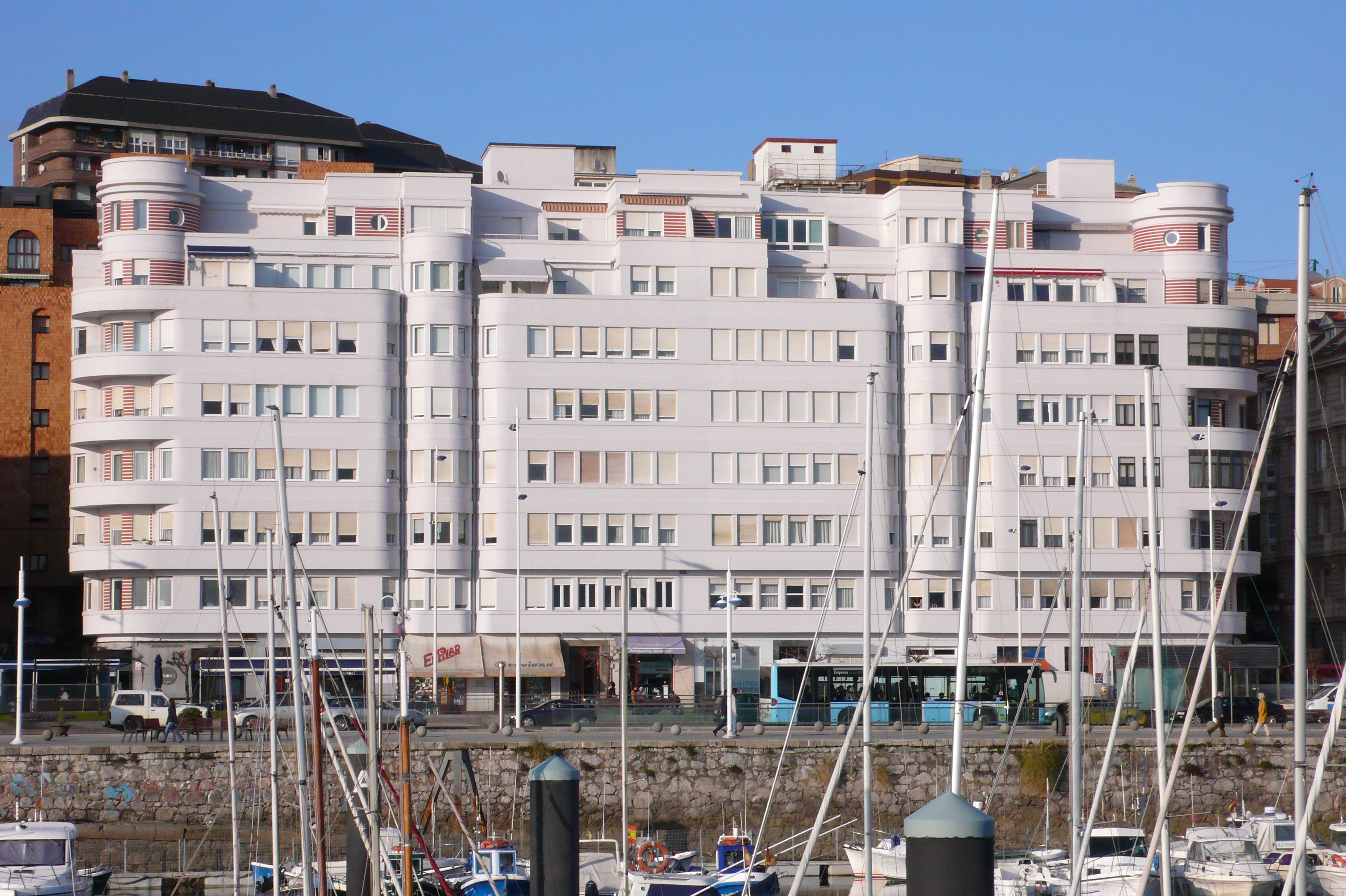
Vista del edificio Siboney desde el espigón de Puertochico.

El edificio Siboney es una de las construcciones más llamativas y originales del ensanche de Santander, en Cantabria (España). Está situado junto al barrio de Puertochico y su dársena, en Castelar y fue proyectado en el año 1931 por el arquitecto canario José Enrique Marrero Regalado. 
Debe su nombre a cierta similitud con el doble puente del transatlántico americano Siboney que, entre guerras, hizo la ruta Santander-Cuba.[cita requerida]

## Historia
A partir de 1925 comienza a rechazarse la tradición clásica y regionalista, aceptándose toda una amalgama de derivadas, tanto de una concepción arquitectónica basada en la razón (racionalismo, constructivismo y neopositivismo), como de corrientes más utópicas (futurismo y expresionismo). La mejor arquitectura moderna realizada en Cantabria en este período surgiría de la conjunción de ambas tendencias. Así, en el año 1931, José Enrique Marrero Regalado construyó en Santander el edificio Siboney, Gonzalo Bringas Vega el Real Club Marítimo de Santander y Eugenio Fernández Quintanilla hizo lo propio con el teatro María Lisarda, actual Hotel Coliseum.
Es el edificio que mejor refleja el estilo expresionista que se conserva en la ciudad. Ocupa toda una manzana de casas entre las calles Castelar y Juan de la Cosa. Partiendo de un esquema de edificio-barco, que recuerda al Club Marítimo de Santander, presenta balcones semicirculares, esquinas redondeadas, horizontalidad marcada y torres laterales, todo en un atrayente azul claro.